# Especialistas em aviação da ex-URSS na África
Especialistas em aviação da ex-URSS na África apareceram maciçamente nos anos 1990 e 2000. Isso foi causado pela difícil situação econômica após o colapso da URSS. Pilotos e técnicos trabalharam na aviação civil e militar. Muitos morreram em acidentes aéreos, conflitos armados ou desapareceram completamente.

## História
No início da década de 1990, uma parte significativa de especialistas altamente qualificados do complexo militar-defesa e aviadores da antiga URSS estavam em uma situação financeira difícil. A redução do tráfego derrubou milhares de pilotos e técnicos da aviação civil. Há milhares de aviões e helicópteros desnecessários nos aeroportos. Profissionais desempregados se candidataram a empresas privadas. Alguns foram para empresas estrangeiras. Empresas nacionais e estrangeiras trabalharam ativamente nos países do continente africano, onde a infra-estrutura de transporte não estava suficientemente desenvolvida devido ao atraso econômico, à complexa e instável situação político-militar.
Na África, ex-pilotos soviéticos transportavam bens de consumo, combustível, materiais de construção e armas. Eles também trabalharam para os órgãos oficiais e departamentos dos estados africanos. Os vôos de passageiros também eram comuns, muitas vezes acompanhados por várias irregularidades, em particular congestionamento. Os pilotos tentaram sentar o maior número possível de pessoas para obter grandes receitas, mas às vezes isso levou a acidentes de avião.
Entre os pilotos, três categorias principais foram distinguidas:
- empreiteiros de empresas de produção de petróleo e diamantes;
- trabalhadores das Nações Unidas e outras organizações internacionais contratadas;
- indivíduos.

## Salário
Recrutador para trabalhar na África prometeu um depósito de até US 1 mil em dinheiro e um salário de US 1,5 mil por mês. Havia um preço de três mil. Para comparação, na Rússia e na CEI, naquela época, os especialistas em aviação recebiam US 50-100.

## Quantidade
De acordo com o presidente da Associação de pessoal de voo da Rússia, Anatoly Kochur, na 1990, cerca de 7 mil pilotos e técnicos da antiga URSS partiram para o exterior, dos quais 400 foram para a África. O Serviço Federal de aviação da Rússia anunciou um mínimo de dez mil pilotos, navegadores, engenheiros de vôo e especialistas em serviço terrestre em todo o continente. Em 2007, a Ucrânia anunciou cerca de 700 de seus compatriotas que trabalham como especialistas em aviação na África. No ano 2011, o sindicato da tripulação de voo da Rússia tinha dados sobre os pilotos 300, e a associação da tripulação de voo — 500 ou mais de seus aviadores . No jornal Наша версия o número total de aviadores de todas as repúblicas ex-soviéticas foi estimado em mais de duas mil pessoas.